# Clivipollia
Clivipollia is een geslacht van weekdieren uit de klasse van de Gastropoda (slakken).

## Soorten
- Clivipollia costata (Pease, 1860)
- Clivipollia delicata (Fraussen & Stahlschmidt, 2016)
- Clivipollia fragaria (W. Wood, 1828)
- Clivipollia gigas (Landau & Vermeij, 2012) †
- Clivipollia incarnata (Deshayes in Laborde & Linant, 1834)
- Clivipollia pulchra (Reeve, 1846)